# Aloa

Mapa en el cual se encuentra Aloa al sur de Makuria.

Alodia, también conocida como Alwa o Aloa (en griego: Aρογα, Aroua; árabe: علوة , 'Alwa), era un reino medieval nubio en lo que hoy es el centro y el sur de Sudán. Su capital era la ciudad de Soba, ubicada cerca de la actual Jartum en la confluencia de los ríos Nilo Azul y Blanco.

Posible bandera según el Atlas Catalán de 1375

Fue fundada poco después de la caída del antiguo reino de Kush, alrededor del año 350 d. C. Alodia se menciona por primera vez en registros históricos en el año 569. Tras el derrumbe Meroe en el siglo IV, los gobernantes nubiohablantes crearon tres reinos en el valle del Nilo: Nobatia al norte, Makuria en el centro y Alodia al sur con capital en Soba. Fue el último de los tres reinos nubios en convertirse al cristianismo en el 580 después de Nobadia y Makuria.

## Geografía
Alodia fue un reino grande y multicultural, administrado por un poderoso rey que nombraba a sus gobernadores provinciales. La capital, Soba, descrita como una ciudad de "extensas viviendas e iglesias llenas de oro y jardines", prosperó como un enclave comercial. Las mercancías llegaban desde Makuria, Oriente Medio, África occidental, India e incluso China. Dada su situación geoestratégica, el comercio favoreció la convivencia de diferentes lenguas como la nubia y la griega.
Alodia estaba ubicada en Nubia, región que en la Edad Media se extendió desde Asuán (en el sur de Egipto) hasta un punto indeterminado al sur de la confluencia de los ríos Blanco y Azul del Nilo. El corazón del reino era Gezira, una fértil llanura limitada por el Nilo Blanco en el oeste y el Nilo Azul en el este. A diferencia del Valle del Nilo Blanco, el Valle del Nilo Azul es rico en sitios arqueológicos conocidos de Alodia, entre ellos Soba. La extensión de la influencia alodiana en el sur no está clara, aunque es probable que limitara con las tierras altas de Etiopía. Los sitios alodianos del sur se encuentran cerca de Sennar. Se han sugerido conexiones nubias con Darfur, pero faltan pruebas que lo corroboren por ahora. En los alrededores del reino, entre el Nilo y el Atbara estaba el Butana, donde se encontraban los pastizales aptos para el ganado.

## Historia

### Inicios
El nombre Alodia podría ser de una antigüedad considerable; la primera vez que se escribió sobre el reino se nombró como Alut en una estela kushita de finales del siglo IV a. C. Apareció de nuevo como Alwa en una lista de ciudades kushitas del autor romano Plinio el Viejo (siglo I d. C.), que se dice está ubicada al sur de Meroe. A principios del siglo IV, el reino de Kush, que solía controlar gran parte de las riberas de los ríos de Sudán, estaba en declive y los nubios (hablantes de lenguas nubias) comenzaron a establecerse en el Valle del Nilo.

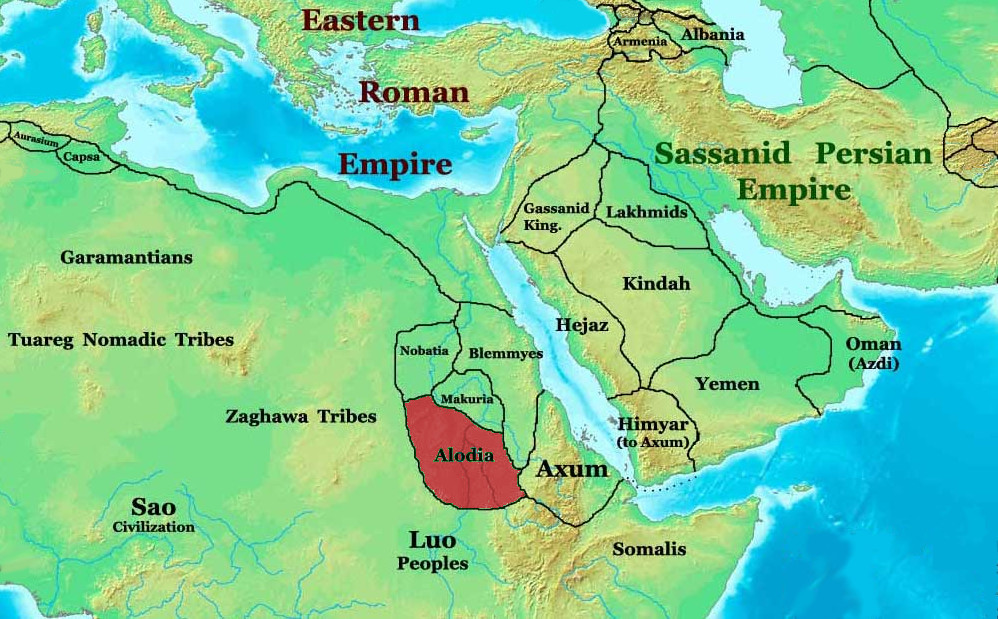
Oriente Medio y Aloa en el año 565 d.C.

 Originalmente vivían al oeste del río, pero los cambios en el clima los obligaron a ir hacia el este, lo que dio lugar a conflictos con Kush desde al menos el siglo I a. C. A mediados del siglo IV, los nubios ocuparon la mayor parte del área que una vez estuvo controlada por Kush, mientras que se limitó a los confines del norte del Butana. Una inscripción aksumita menciona cómo los nubios guerreros también amenazaron las fronteras del reino de Aksum al norte del río Tekeze, lo que acabó en una expedición aksumita. Describe una derrota nubia por las fuerzas de Aksum y una marcha posterior a la confluencia del Nilo y Atbara. Allí, los aksumitas saquearon varias ciudades kushitas, entre ellas Alodia. La evidencia arqueológica sugiere que el reino de Kush dejó de existir a mediados del siglo IV. No se sabe si las expediciones de Aksum jugaron un papel directo en su caída. Parece probable que la presencia de aksumitas en Nubia duró poco. Los kushitas fueron absorbidos por los nubios y su lenguaje fue reemplazado por el nubio.

### Cristianización y auge
El relato de Juan de Éfeso describe en detalle los acontecimientos en torno a la cristianización de Alodia. Como el más meridional de los tres reinos nubios, Alodia fue el último en convertirse al cristianismo. A inicios del siglo VI, los reinos y pueblos de la Nubia aún no eran plenamente cristianos; por ello, la emperatriz Teodora envió al monje Juliano de Alejandría para predicar el cristianismo en Nubia (llamada entonces también «Baja Etiopía»). Según Juan de Éfeso, el Rey de Alodia estaba al tanto de la conversión de Nobadia en el año 543 y le pidió que enviara un obispo que también bautizaría a su pueblo. La solicitud fue concedida hacia el 580, lo que llevó al bautismo del rey, su familia y la nobleza local. Así, Alodia se convirtió en parte del mundo cristiano bajo el patriarcado copto de Alejandría. Los misioneros monofisitas (citar monofisitas Wikipedia) llegaron a Alodia influyendo con su religión. El misionero Longinos llegó allí procedente de Constantinopla (año 580) y se dirigió al rey y sus nobles, quienes adoptaron la religión cristiana monofisita, así como el resto del pueblo. Alodia fue monofisita desde un inicio, a diferencia de otros reinos como Makuria.
Entre los años 639 y 641, los árabes musulmanes conquistaron el Egipto al Imperio bizantino. Makuria, que en ese momento se había unificado con Nobatia, rechazó dos invasiones musulmanas subsiguientes, una aproximadamente en los años 641/642 y otra en el 652. Posteriormente, Makuria y los árabes acordaron firmar el Baqt, un tratado de paz que incluía un intercambio anual de regalos y regulaciones socioeconómicas entre árabes y nubios. Alodia fue mencionada explícitamente en el tratado como no siendo afectada por él. Mientras que los árabes no pudieron conquistar Nubia, comenzaron a asentarse a lo largo de la costa occidental del Mar Rojo. Desde el siglo noveno, avanzaron hacia el interior, estableciéndose a lo largo del desierto oriental. De esta manera, la influencia árabe permanecería confinada al este del Nilo hasta el siglo XIV.
Sobre la base de la evidencia arqueológica, se ha sugerido que la capital de Alodia, Soba, experimentó su desarrollo máximo entre los siglos IX y XII. En el siglo noveno, Alodia fue descrita por primera vez por el historiador árabe al-Yaqubi. En su breve reseña dice que Alodia es el más fuerte de los dos reinos nubios, siendo un país que requiere un viaje de tres meses para poder cruzarlo. También registró que los musulmanes viajaban de vez en cuando. Un siglo más tarde, a mediados del siglo X, Alodia fue visitada por el viajero e historiador Ibn Hawqal, lo que dio como resultado el relato más completo que se conoce del reino. Describió la geografía y la gente de Alodia detalladamente, dando la impresión de un gran estado polietnico. También notó su prosperidad, al tener una "cadena ininterrumpida de aldeas y una franja continua de tierras cultivadas". Cuando Ibn Hawqal llegó, el rey gobernante se llamaba Eusebio, el cual, tras su muerte, fue sucedido por su sobrino Esteban. Otro rey alodiano de este período fue David, quien es conocido por una lápida en Soba. Su gobierno se remonta inicialmente a 999-1015, aunque gracias a las últimas dataciones se fecha más ampliamente, entre los siglos IX o X. El informe de Ibn Hawqal que describe la geografía de Alodia fue confirmado en gran parte por al-Aswani, un embajador fatimí enviado a Makuria, quien viajó a Alodia. De manera similar a la descripción de al-Yaqubi de 100 años antes, se notó que Alodia era más poderosa que Makuria, más extensa y que tenía un ejército más grande. La capital, Soba, era una ciudad próspera con "finos edificios y extensas viviendas e iglesias llenas de oro y jardines", mientras que también tenía un gran barrio musulmán. Abu al-Makarim (siglo XII) fue el último historiador en referirse a Alodia en detalle. Todavía fue descrito como un gran reino cristiano que alberga alrededor de 400 iglesias. Se dijo que una particularmente grande y finamente construida estaba ubicada en Soba, llamada "Iglesia de Manbali". Hay evidencia de que en ciertos períodos hubo estrechas relaciones entre las familias reales alodianas y makurianas. Es posible que el trono pasara con frecuencia a un rey cuyo padre era de la familia real del otro estado. El rey Mouses Georgios, quien se sabe que gobernó en Makuria en la segunda mitad del siglo XII, probablemente gobernó ambos reinos a través de una unión personal. Teniendo en cuenta que en su título real ("rey de los Arouades y Makuritai") se menciona a Alodia antes de Makuria, podría haber sido inicialmente un rey alodiano.

### Declive
La evidencia arqueológica de Soba sugiere un declive de la ciudad, y por lo tanto posiblemente del reino de Alodia desde el siglo XII. En el siglo XIII se reporta una crisis política, en la cual diversos testigos advierten que al inicio del siglo el reino disfrutaba de una cultura urbana boyante con 400 iglesias y una catedral metropolitana. Sin embargo, un emisario mameluco (Alm – al -Din Sanjar) informó gracias a sus contactos que aparentemente había nueve señores de la guerra cristianos, quienes gobernaban en una serie de fortalezas a lo largo del cauce del río que iba desde la confluencia de Atbara hacia el sur rumbo a Gezira, la cual probablemente representaba la provincia central del antiguo reino de Alodia. Esto indica una fragmentación del reino.

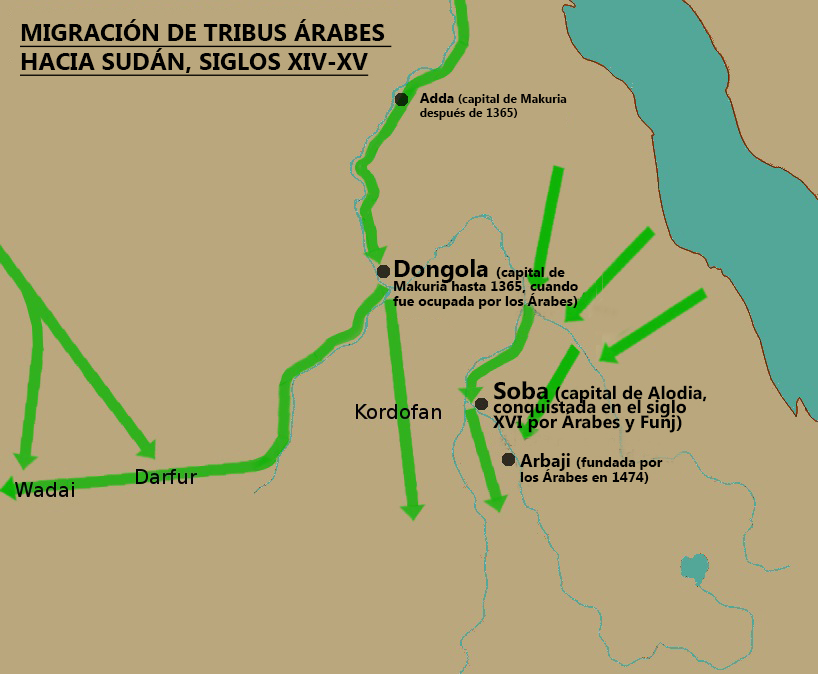
Migración de tribus árabes hacia Sudán en los siglos XIV-XV.

Abdallah Jammah fue un árabe Rufa'a que, según las tradiciones sudanesas, se estableció en el Valle del Nilo después de venir desde el este. Consolidó su poder y estableció su capital en Qerri, justo al norte de la confluencia de los dos Nilos. A fines del siglo XV reunió a las tribus árabes para actuar contra la "tiranía" alodiana, como se le llama, lo que se ha interpretado como un motivo religioso-económico. Los árabes musulmanes ya no aceptaban el gobierno ni los impuestos de un gobernante cristiano. Bajo el liderazgo de Abdallah, Alodia y su capital, Soba, fueron destruidas.
Según otra tradición registrada en documentos antiguos de Shendi, Soba fue destruida por Abdallah Jammah en el año 1509, ya había sido atacada anteriormente en el 1474. Se dice que la idea de unir a los árabes contra Alodia ya estaba en la mente de un emir que vivió entre el 1439 y 1459. Con este fin, emigró de Bara en Kordofan a una montaña cerca de Ed Dueim en el Nilo Blanco. Bajo su nieto, llamado Emir Humaydan, se cruzó el Nilo Blanco. Allí se encontró con otras tribus árabes y atacó a Alodia. El rey de Alodia fue asesinado, pero el "patriarca", probablemente el arzobispo de Soba, logró huir. Pronto regresó a Soba. Un rey títere fue coronado y un ejército de nubios, Beja y Abisinios se reunieron para luchar "por el bien de la religión". Mientras tanto, la alianza árabe estaba a punto de fracturarse, pero Abdallah Jammah los reunió, al mismo tiempo que se aliaba con el rey Funj Amara Dunqas. Juntos finalmente derrotaron y mataron al patriarca, arrasando Soba después y esclavizando a su población.
Alodia cae en manos de los árabes que destruyeron el reino a finales del siglo XV. Posteriormente estos árabes cayeron bajo el vasallaje de los Funj, africanos que conquistaron la comarca en 1504 y rápidamente adoptaron el islam.

## Lengua
Si bien Alodia era poliétnica y, por lo tanto, multilingüe, era esencialmente un estado nubio cuya mayoría hablaba un idioma nubio. A pesar de las pocas referencias que tenemos sobre la lengua alodiana, parece haber sido distinto del idioma nobiin antiguo del norte de Nubia.
Aunque se utilizó el griego, una lengua sacra de prestigio, no parece que se haya hablado. (9) Al-Aswani notó que los libros fueron escritos en griego y luego traducidos al nubio. La liturgia cristiana también estaba en griego. El copto se usó probablemente para comunicarse con el Patriarca de Alejandría, pero los restos coptos escritos son muy escasos.

## Legado y arqueología
El historiador Jay Spaulding propone que la caída de Soba no fue necesariamente el final de Alodia. Según el viajero judío David Reubeni, que visitó el país en el 1523, todavía existía un "reino de Soba" en la orilla oriental del Nilo Azul, aunque señaló explícitamente que la propia Soba estaba en ruinas.
Tras la caída de Alodia la zona tuvo una extensa arabización, con los nubios abrazando el sistema tribal de los migrantes árabes. Aquellos que viven a lo largo del Nilo entre al Dabbah en el norte y la confluencia de los dos Nilos en el sur fueron incluidos en la tribu Ja'alin. Al este, al oeste y al sur de Ja'alin, el país ahora estaba dominado por tribus que reclamaban una ascendencia Juhaynah. En el área alrededor de Soba, prevaleció la identidad tribal de Abdallab. El idioma nubio se habló en Sudán central hasta el siglo XIX, cuando fue reemplazado por el árabe. El árabe sudanés conserva muchas palabras de origen nubio, y los nombres de lugares nubios se pueden encontrar al sur llegando a la zona del Nilo Azul.
El destino del cristianismo en la región sigue siendo en gran parte desconocido. Las instituciones eclesiásticas se habrían derrumbado junto con la caída del reino, que resultó en el declive de la fe cristiana y el auge del Islam en su lugar. Ya en 1523, el rey Amara Dunqas, que inicialmente era pagano o cristiano nominal, fue registrado como musulmán. Sin embargo, en el siglo XVI, gran parte de los nubios todavía se consideraban cristianos.
Soba, que permaneció habitada hasta al menos a principios del siglo XVII, sirvió, entre muchos otros sitios en ruinas de Alodia como un suministro constante de ladrillos y piedras para los santuarios cercanos de Qubba, dedicados a los santos hombres sufíes. A principios del siglo XIX, muchos de los ladrillos restantes en Soba fueron saqueados para la construcción de Jartum, la nueva capital del Sudán turco.
Si bien se conocen muchos sitios de Alodia, solo la capital Soba ha sido excavada extensamente. Partes de este sitio se desenterraron a principios de la década de 1950, y otras excavaciones tuvieron lugar en las décadas de 1980 y 1990. Un nuevo proyecto de investigación multidisciplinario está programado para comenzar a fines de 2019. Soba tiene un tamaño aproximado de 2,75 km² y está cubierta con numerosos montículos de escombros de ladrillos que anteriormente pertenecían a estructuras monumentales. Los descubrimientos realizados hasta ahora incluyen varias iglesias, un palacio, cementerios y numerosos pequeños hallazgos.

## Lista de reyes conocidos
| Nombre          | Reinado      | Fuentes |
| --------------- | ------------ | --- |
| Giorgios        | ?            | Grabado en una inscripción en Soba. |
| David           | Siglo IX o X | Grabado en su lápida en Soba. En un inicio se pensó que reinó durante el 999-1015, pero actualmente se cree que vivió durante los siglos IX-X. |
| Eusebios        | ca. 938-955  | Mencionado por Ibn Hawqal. |
| Stephanos       | ca. 955      | Mencionado por Ibn Hawqal. |
| Mouses Georgios | c. 1155-1190 | Gobernante conjunto de Makuria y Alodia tras su anexión. Recogido en cartas de Qasr Ibrim y un grafito de Faras.                               |
| Basil(¿?)       | Siglo XII    | Recogido en una carta arábica de Qasr Ibrim.                                                                                                   |
| Paul(¿?)        | Siglo XII    | Recogido en una carta arábica de Qasr Ibrim.                                                                                                   |